# Caterina Biti
Caterina Biti (Firenze, 27 settembre 1976) è una politica italiana, senatrice della Repubblica per il Partito Democratico nella XVIII legislatura.

## Biografia
Laureata in medicina veterinaria e specializzata in malattie infettive, profilassi e polizia veterinaria, alle elezioni amministrative del 2009 viene eletta consigliera comunale a Firenze, con la lista civica "Facce Nuove in Palazzo Vecchio", che appoggiava la candidatura a sindaco di Firenze Matteo Renzi. Successivamente aderisce al gruppo consiliare del Partito Democratico (PD) e ne diventa vice-capogruppo.
Il 9 gennaio 2012 viene nominata assessore all'ambiente nella giunta comunale del sindaco di Firenze Matteo Renzi, incarico che mantiene fino al 25 maggio 2014.
Alle elezioni amministrative del 2014 si ricandida al consiglio comunale di Firenze con il PD, venendo rieletta e risultando la più votata con 1.665 preferenze; diventa il 30 giugno presidente del Consiglio comunale di Firenze.
Alle elezioni primarie del PD del 2017 ha sostenuto la mozione di Matteo Renzi, segretario uscente ed ex presidente del Consiglio, entrando a far parte della Direzione nazionale del PD.
Alle elezioni amministrative del 2024 si ricandida al consiglio comunale di Firenze con il PD, venendo rieletta con 724 preferenze, l'ottava più votata fra le file del Partito Democratico. Il 12 luglio 2024, viene nominata assessora all'Urbanistica, Decoro urbano e Toponomastica nella giunta di Sara Funaro.

### Elezione a senatrice
Alle elezioni politiche del 2018 viene candidata al Senato della Repubblica, tra le liste del Partito Democratico nel collegio plurinominale Toscana - 01 in terza posizione, venendo eletta senatrice. Nella XVIII legislatura della Repubblica è stata capogruppo del PD nella 9ª Commissione permanente Agricoltura e Produzione Agroalimentare di Palazzo Madama, della quale diventa vicepresidente il 29 luglio 2020.
In vista delle primarie del PD del 2019 sostiene la mozione del segretario uscente Maurizio Martina, ex ministro delle politiche agricole nei governi Renzi e Gentiloni e rappresentante l'area "filo-renziana" del partito, che risulterà perdente arrivando secondo con il 22% dietro a Nicola Zingaretti. Conclude il proprio mandato parlamentare nel 2022.